# Сервий Калпурний Сципион Орфит
Сервий Калпурний Сципион Орфит (на латински: Servius Calpurnius Scipio Orfitus) e политик и сенатор на Римската империя през 2 век.

## Биография
Орфит произлиза от фамилията Калпурнии. Той е син на Гай Калпурний Пизон (консул 111 г.) и брат на Луций Калпурний Пизон (консул 175 г.).
През 172 г. Орфит е редовен консул заедно със Секст Квинтилий Максим.